# Marco Negrente
Marco Negrente (Verona, 9 juli 1997) is een Italiaans wielrenner die anno 2017 rijdt voor de club Team Colpack.

## Carrière
Als junior werd Negrente onder meer achtste in de GP dell'Arno en zevende in het eindklassement van de Ronde van Lunigiana. In 2017 won hij de Trofeo Edil C, een Italiaanse eendagskoers.

## Overwinningen
2017
Trofeo Edil C